# Château Haut-Bailly

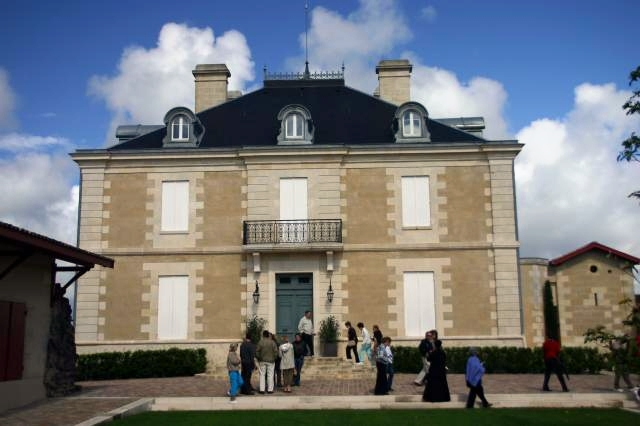
Château Haut-Bailly

Château Haut-Bailly (Шато́ О-Байи́) — винодельческое хозяйство, расположенное в коммуне Леоньян в субрегионе О-Грав винодельческого региона Бордо (Франция). Производит вина апеласьона Пессак-Леоньян. Красное вино хозяйства включено в классификацию гравских вин 1959 года. Винодельня также производит второе вино под названием La Parde de Haut-Bailly.

## География
Хозяйство расположено примерно в 15 км к югу от города Бордо, на левом берегу Гаронны. Ближайшие к нему поместья — Château La Louvière и Château Larrivet Haut-Brion. Также поблизости, в пределах 2—2,5 км находятся поместья Château Carbonnieux, Château Olivier, Château Malartic-Lagravière и Château Smith Haut Lafitte, расположенное уже в соседнем Мартийаке.

## История

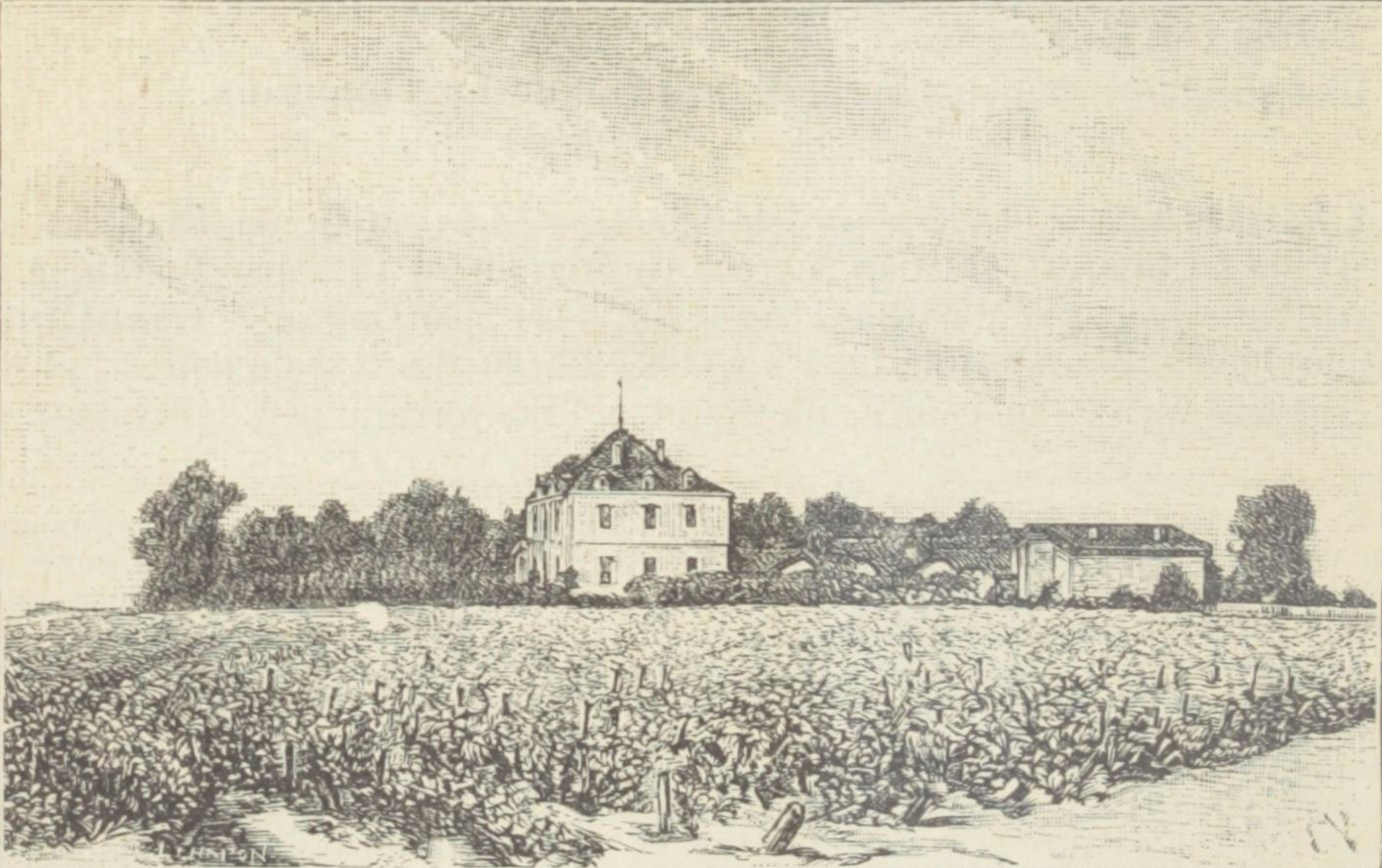
Вид поместья в конце XIX века, иллюстрация из справочника Bordeaux et ses vins, 1898

В регионе Грав Château Haut-Bailly считается сравнительно молодой винодельней. Виноградник, как полагают, был создан в XVI веке богатой семьей из баскского региона. К 1630 году поместье было приобретено парижским банкиром Фирменом Ле Байи, который дал ему имя. В 1845 году Вильгельм Франк включил винодельню в классификацию ведущих шато Грава, однако известность хозяйство Haut-Bailly получило после 1872 года, когда земля была куплена виноделом Алсидом Белло де Миньером (Bellot des Minières). Во времена, когда ещё не существовало современных требований к вину и стандартов производства, Миньер улучшал свой продукт, добавляя к нему изрядное количество коньяка, остававшегося в бочках после того, как их промывали этим алкоголем. После его смерти в 1906 году поместье перешло к его вдове и затем к её дочери.
После двух десятилетий Haut-Bailly был продан Францу Малвезину, который экспериментировал с некоторыми сомнительными методами, такими как пастеризация и раннее бутылирование. После его смерти в 1923 году методы производства вернулись к норму. В 1955 году владельцем поместья стал бельгийский виноторговец Дэниел Сандерс.
В 1990-х годах хозяйство переживало не лучшие времена. В 1998 владельцем поместья стал американский финансист, председатель нью-йоркского банка M&T Боб Вилмерс. После его смерти в декабре 2017 года поместье перешло к его наследникам. 
С 2004 года винодельню консультировал Жан Дельмас (Jean-Bernard Delmas). Современное здание винодельни построено по проекту архитектора Даниэля Ромео (Daniel Romeo). Техническим директором винодельни является Габриэль Виалар (Gabriel Vialard).

## Производство

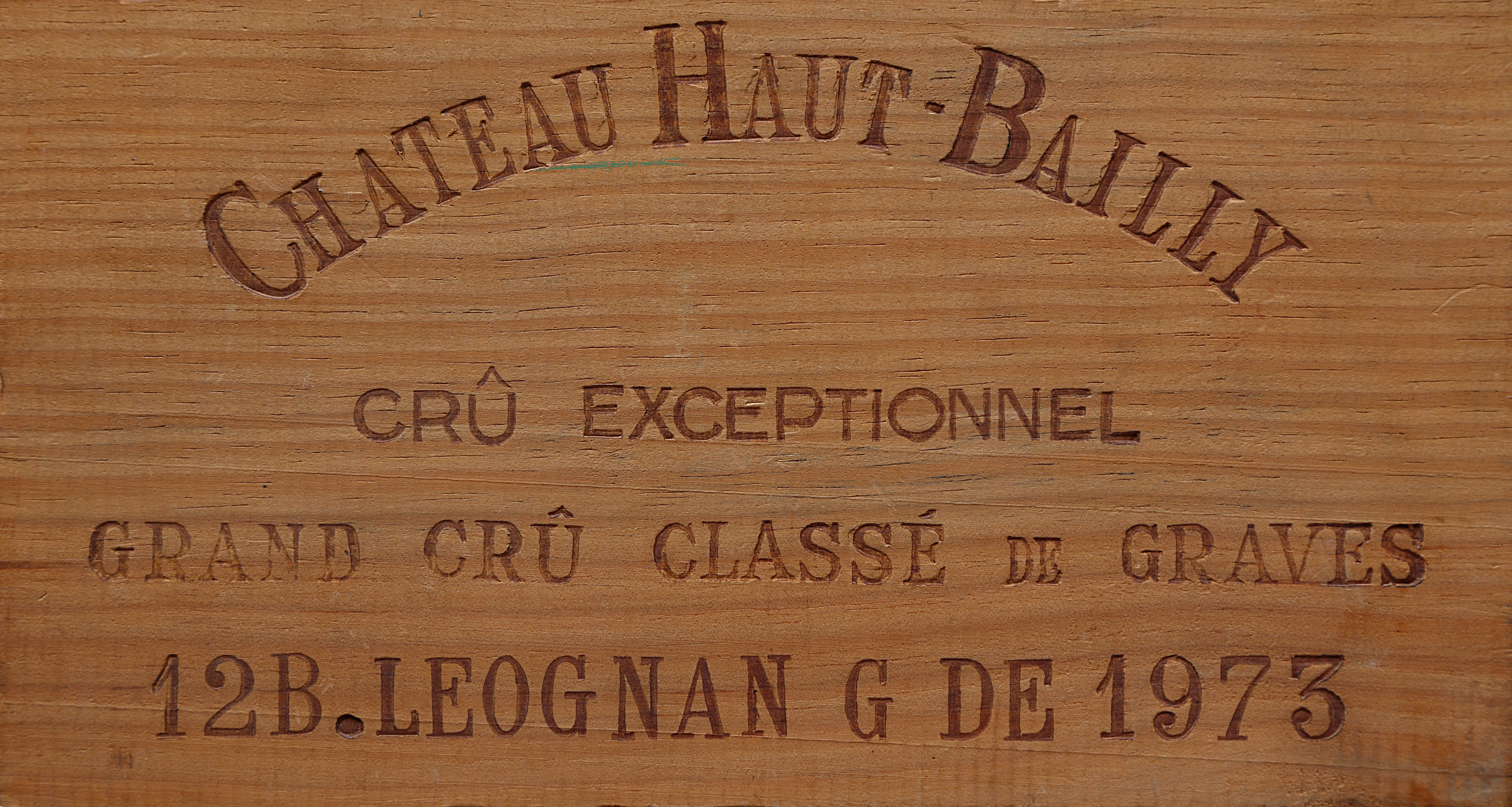
Крышка от ящика для бутылок урожая 1973 года

В отличие от геологии региона Грав, где почва преимущественно состоит из песка, смешанного с гравием (что и дало аппелласьону его имя), наиболее благоприятный для виноделия участок поместья на 20 % содержит глину, которая задерживает воду и не даёт пересыхать почве. 
Виноградники занимают 28 гектаров из 32-х общей площади поместья. В 1960-е годы урожай состоял на 65 % каберне-совиньон, 25 % мерло и 10 % каберне-фран. В 2000-х годах хозяйство практически перестало использовать каберне-фран, как неподходящий для терруара (до этого его использовали преимущественно в годы хорошего урожая), заменив его другими сортами, — однако этот сорт продолжает использоваться для производства второго вина.
Виноград для Haut-Bailly собирается вручную, обрабатывается, и затем ферментируется в течение десяти дней в терморегулируемых чанах из нержавеющей стали. После мацерации вина в течение восемнадцати месяцев оно хранится в дубовых бочках, многие из которых новые. Вино вызревает от 5 до 20 лет, в зависимости от урожая.

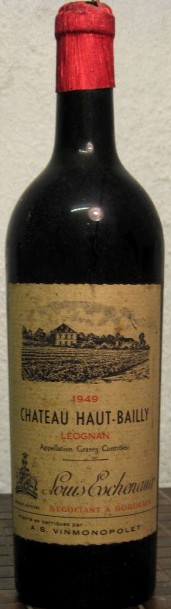
Вино урожая 1949 года

Поместье ежегодно производит примерно 150 000 бутылок (80 000 — 100 000 основного вина и 40 000 — 60 000 второго вина).

## Характеристики
Благодаря своему исключительному терруару Château Haut-Bailly — одно из самых лёгких и элегантных среди AOC Пессак-Леоньян. Молодое вино неинтересно, но благодаря значительному содержанию винограда каберне-совиньон оно становится значительно лучше в течение 5—7 лет. 

## Классификация
Красное вино хозяйства включено в классификацию гравских вин 1959 года. 
Согласно альтернативному рейтингу списку 1855 года, составленному в 2015 году ресурсом Liv-ex на основе цен за последние пять урожаев, Haut-Bailly, наравне в другими 12 хозяйствами левого берега, было отнесено к «супер вторым» (вина 2-го крю, которые в настоящее время могли бы претендовать на включение в 1-е крю).